# Vrbanjci
Vrbanjci su naseljeno mjesto u općini Kotor Varoš, Republika Srpska, Bosna i Hercegovina.

## Zemljopis
Vrbanjci leže na rijeci Vrbanji (po kojoj su dobili ime), između njenih pritoka Jezerke, Bosanke i Cvrcke.[].  Stari naziv za Vrbanjce je Plitska, u vremenu dok je njihova glavnina bila uz Bosanku (Plîtka Rika). Po tomu je kasnije imenovano susjedno selo Plitska. Naseljavanje vrbanjskog polja počelo je prolaskom uskotračna pruge i međumjesne ceste u pravcu Šipraga i Maslovara. Vrbanjci su nekada bili zasebna opċina u bivšem Srezu Kotor-Varoš.

## Povijest
Stariju povijest ovog kraja obilježava bitka na vrbanjskom polju, oko Mlava na rijeci Vrbanji, gdje su se sukobile turska vojska koja je došla preko Ledina i potisnute bosansko prougarske snage iz gotovo cijele tadasnje države Bosne. Legenda o poginula tri brata (šehida), koji su mrtvi nosili svoje glave se prepričava i do danas, a tri turbeta u selu Večići svjedoče u spomen tome.
U II. svjetskom ratu to područje u više navrata naizmjenično su zauzimali partizani (Treća i četvrta proleterska brigada) i njemački okupatori. Godine 1942., zbog ubojstva dvojice njemačkih vojnika u selu Staza, sve stanovnistvo sela Večića i okolice bilo je upućeno u koncentracijski logor Jasenovac, a na intervenciju jednog katoličkog poglavara iz Banje Luke naknadno je vraćeno. Pred kraj rata Vrbanjci su igrom slučaja bili mjesto odakle je pripremano oslobađanje pretposljednjeg uporišta pridošlih ustaško-domobranskih snaga u Kotor Varoš[]
[]
[]. Komunistički režim kaznio je područje opċine desetljetnom restrikcijom razvoja.
Tijekom protekle agresije na Bosnu i Hercegovinu (1992. – 1995., srpske (para)vojne i policijske snage su počinile zastrašujuće zločine nad civilnim stanovništvom Vrbanjaca i okolnih naselja[]  Arhivirana inačica izvorne stranice od 17. srpnja 2010. (Wayback Machine)  Arhivirana inačica izvorne stranice od 26. prosinca 2015. (Wayback Machine)   Arhivirana inačica izvorne stranice od 26. prosinca 2015. (Wayback Machine)  Arhivirana inačica izvorne stranice od 28. listopada 2014. (Wayback Machine)  Arhivirana inačica izvorne stranice od 28. listopada 2014. (Wayback Machine)  Arhivirana inačica izvorne stranice od 4. studenoga 2014. (Wayback Machine)  Arhivirana inačica izvorne stranice od 28. listopada 2014. (Wayback Machine)  Arhivirana inačica izvorne stranice od 4. studenoga 2014. (Wayback Machine)  Arhivirana inačica izvorne stranice od 12. svibnja 2014. (Wayback Machine)  Arhivirana inačica izvorne stranice od 12. svibnja 2014. (Wayback Machine)

  Arhivirana inačica izvorne stranice od 4. ožujka 2016. (Wayback Machine). To se posebno odnosi na Večiće, Hanifiće, Hrvaćane, Gariće, Dabovce, Orahovu, Rujevicu. Sva hrvatska i bošnjačka sela, uzvodno do Kruševa Brda i nizvodno do ušća Vrbanje u Vrbas devastirana su, a lokalno stanovništvo ubijano ili prognano. Za zločine nad stanovnicima spomenutih naselja još niko nije osuđen, unatoč brojnim dokazima   Arhivirana inačica izvorne stranice od 26. prosinca 2015. (Wayback Machine)  Arhivirana inačica izvorne stranice od 24. svibnja 2014. (Wayback Machine)   Arhivirana inačica izvorne stranice od 24. svibnja 2014. (Wayback Machine)
  Arhivirana inačica izvorne stranice od 24. svibnja 2014. (Wayback Machine)
Vrbanjci su jedan od pozitivnih primjera uspješnog poratnog povratka i oporavka. Većina bošnjačkog stanovništva se vratila u zavičaj i obnovila svoja imanja, uz pomoć međunarodne zajednice, ali ponajviše zahvaljujući vlastitim resursima.
Njihova djeca, u Osnovnoj školi „Sveti Sava“, zbog tvrdokornih opstrukcuja aktualne vlasti, još uvijek ne ostvaruju svoja osnovna ljudska prava (po međunarodnim i ustavnim odredbama), tj. nemaju nastavu na maternjem (bošnjačkom jeziku).([neaktivna poveznica]. Malobrojni hrvatski povratnici nisu imali sličnih zahtijeva.

## Stanovništvo

### Popisi 1971. – 1991.
| Vrbanjci           |                |              |              |
| Godina popisa      | 1991.          | 1981.        | 1971.        |
| Muslimani          | 1.468 (49,34%) | 487 (29,89%) | 514 (31,07%) |
| Hrvati             | 799 (26,85%)   | 689 (42,29%) | 651 (39,35%) |
| Srbi               | 658 (22,11%)   | 373 (22,89%) | 473 (28,59%) |
| Jugoslaveni        | 41 (1,37%)     | 79 (4,84%)   | 13 (0,78%)   |
| ostali i nepoznato | 9 (0,30%)      | 1 (0,06%)    | 3 (0,18%)    |
| Ukupno             | 2.975          | 1.629        | 1.654        |

### Popis 2013.
| Vrbanjci           |                |
| godina popisa      | 2013.          |
| Bošnjaci           | 1.039 (50,29%) |
| Srbi               | 813 (39,35%)   |
| Hrvati             | 199 (9,63%)    |
| ostali i nepoznato | 15 (0,73%)     |
| ukupno             | 2.066          |